# Lepturges gratiosus
Lepturges gratiosus es una especie de escarabajo longicornio del género Lepturges, categorizada en la tribu Acanthocinini, de la subfamilia Lamiinae. Fue descrita por Bates en 1874.

## Descripción
Mide 7,95 mm de longitud.

## Distribución
Se distribuye por Costa Rica, Nicaragua y Panamá.